# Ronela Hajati
Ronela Hajati  også kendt som Ronela (født 2. september 1989) er en Albansk sanger, sangskriver og danser. Hun har repræsenteret Albanien ved Eurovision Song Contest 2022 i Torino med sangen "Sekret" og kom på en 12. plads i semifinal 1 og kvalificerede sig ikke til finalen.